# The Atlantic
The Atlantic é uma revista literária/cultural estadunidense, fundada em Boston, Massachusetts, em 1857, como The Atlantic Monthly, por um grupo de escritores que incluía Ralph Waldo Emerson, Henry Wadsworth Longfellow, Oliver Wendell Holmes, Sr. e James Russell Lowell (o qual seria o seu primeiro editor). Originalmente, era uma publicação mensal. Inclui artigos sobre ciência política e assuntos internacionais, bem como críticas literárias.

## História
Foi fundada em 1857 em Boston, como The Atlantic Monthly, uma revista literária e cultural que publicava comentários dos principais escritores sobre educação, abolição da escravidão e outras questões políticas importantes da época. Seus fundadores incluíram Francis H. Underwood e os proeminentes escritores Ralph Waldo Emerson, Oliver Wendell Holmes Sr., Henry Wadsworth Longfellow, Harriet Beecher Stowe, and John Greenleaf Whittier. James Russell Lowell foi seu primeiro editor.  Além disso, The Atlantic Monthly Almanacfoi um almanaque anual publicado para os leitores da Atlantic Monthly durante os séculos XIX e XX. Uma mudança de nome não foi anunciada oficialmente quando o formato mudou pela primeira vez de um mês estrito (aparecendo 12 vezes por ano) para uma frequência ligeiramente menor. Foi uma revista mensal por 144 anos até 2001, quando publicou 11 números; publicou 10 edições anuais desde 2003. Retirou "Mensal" da capa a partir da edição de janeiro/fevereiro de 2004 e mudou oficialmente o nome em 2007.
Depois de passar por dificuldades financeiras e passar por várias mudanças de propriedade no final do século 20, a revista foi comprada pelo empresário David G. Bradley, que a remodelou como uma revista editorial geral voltada principalmente para leitores nacionais sérios e " líderes de pensamento ". Em 2010, o The Atlantic registrou seu primeiro lucro em uma década. Em 2016, o periódico foi eleito a Revista do Ano pela American Society of Magazine Editors. Em julho de 2017, Bradley vendeu uma participação majoritária na publicação para Emerson Collective de Laurene Powell Jobs.